# K7리그 영주
K7리그 영주(K7 League Yeongju)는 대한민국 경상북도 영주시에서 진행되는 축구 대회이다.

## 역사
2017년에 '디비전7 영주시 리그'라는 이름으로 시작되었다. 2017년 시즌부터 1개 권역, 6개 선수단이 참가하고 있다.

## 시즌별 결과
| 시즌   | 권역 | 참가 | 우승         | 준우승       | 승격         | 비고                               |
| ------ | ---- | ---- | ------------ | ------------ | ------------ | ---------------------------------- |
| 2017년 | 1개  | 6팀  | 영주 도솔 FC | 영주 하나 FC | 영주 도솔 FC | 승격팀은 2018년 K6리그 경북에 참가 |
| 2018년 | 1개  | 6팀  |              |              |              |                                    |
| 2019년 | 1개  |      |              |              |              |                                    |

## 같이 보기
- K7리그